# Suchanino
Suchanino (dawniej: Zochanino, Zochanike, Suchanke, Zianke, Zichanke, Cyganki, Cygańska Góra, kaszub. Cëgónczi lub też Cëganczi, niem. Zigankenberg) – część miasta Gdańska, a także jego mieszkaniowa i administracyjna dzielnica, położona na zachód od Śródmieścia.

## Nazwa
28 marca 1949 r. ustalono urzędową polską nazwę miejscowości – Suchanino, określając drugi przypadek jako Suchanina, a przymiotnik – suchaniński.

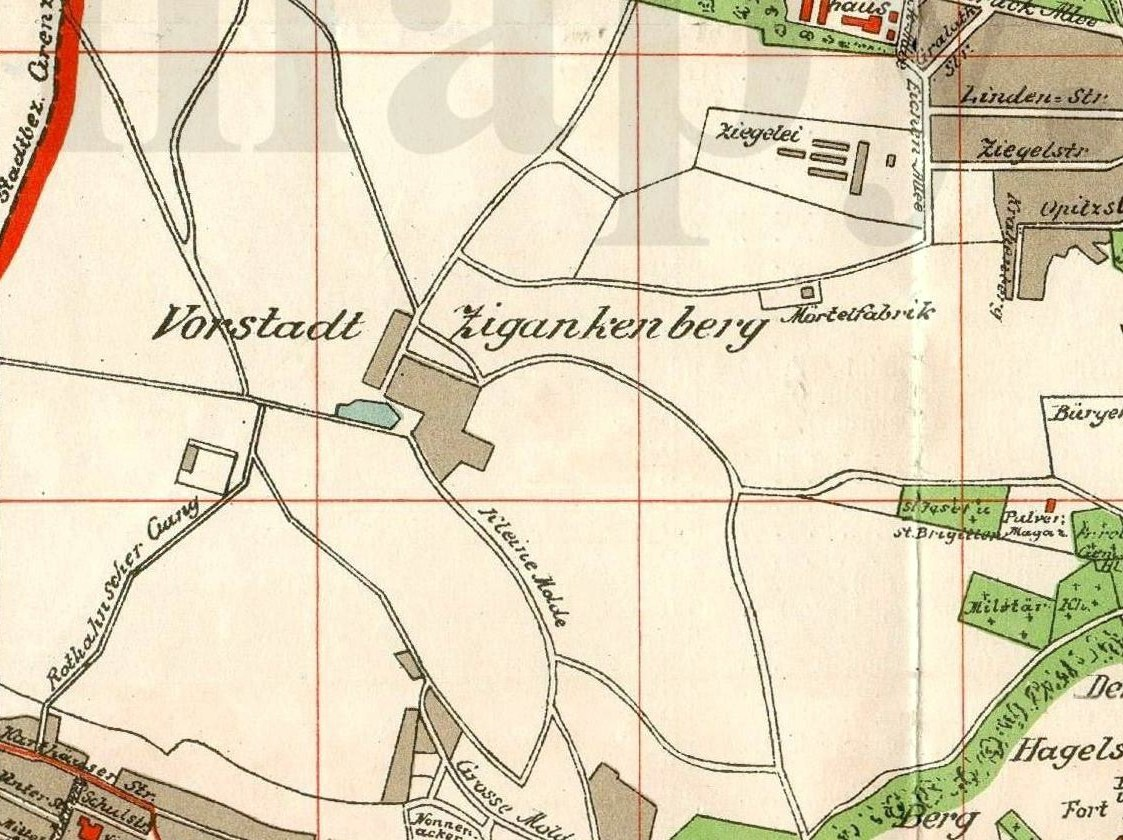
Suchanino na mapie z 1912

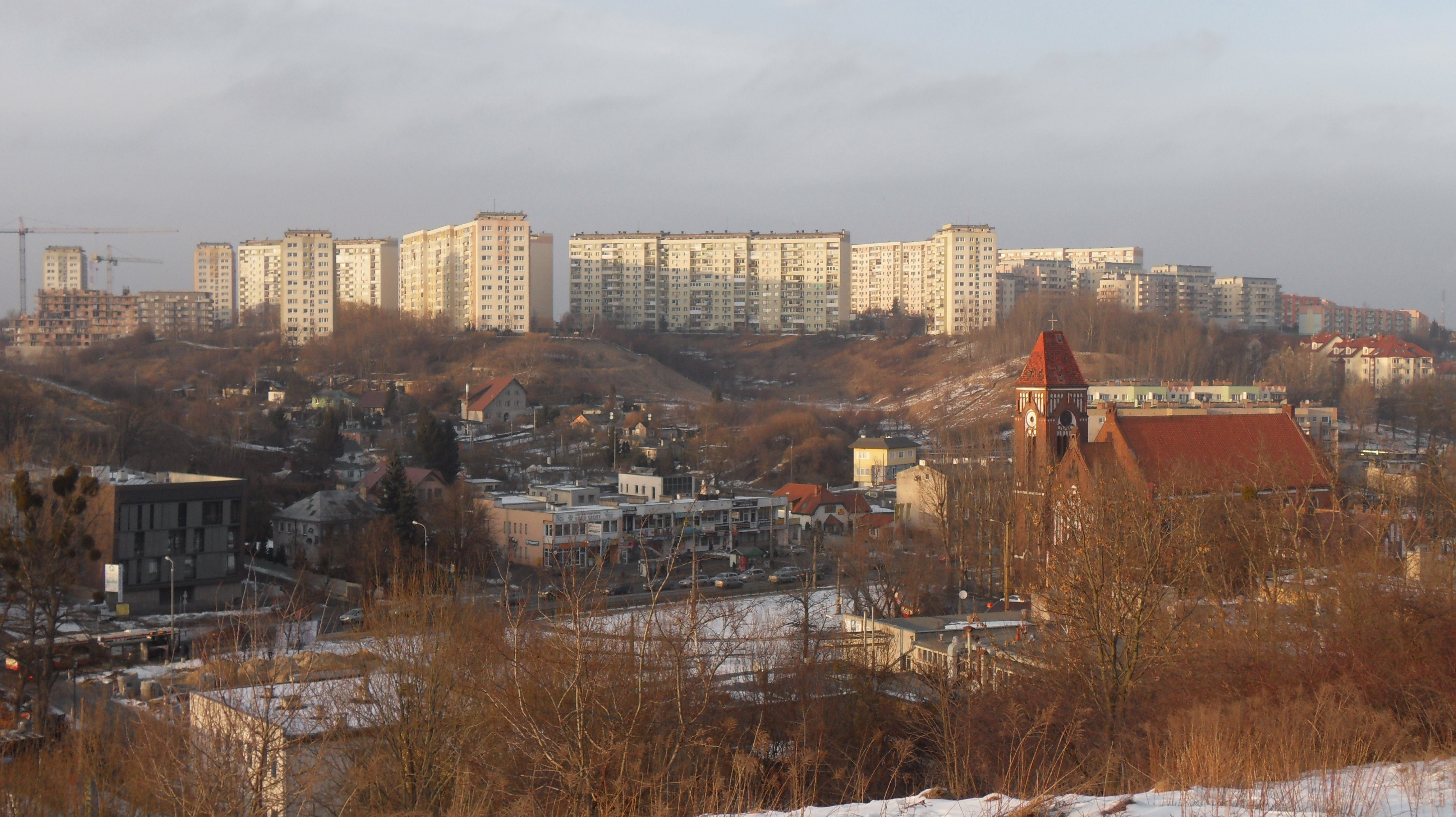
Suchanino (bloki na szczycie), widok z południa

## Położenie
Suchanino we współczesnych granicach Gdańska położone jest centralnie pod względem geograficznym. Graniczy z dzielnicami:
- Aniołki – od wschodu
- Siedlce – od wschodu i południa
- Piecki-Migowo – od zachodu i północy
- Wrzeszcz Górny – od północy

## Ulice
- ul. Grażyny Bacewicz
- ul. Jana Sebastiana Bacha
- ul. Ludwika Beethovena
- ul. Cygańska Góra
- ul. Piotra Czajkowskiego
- ul. Macieja Kamieńskiego
- ul. Karola Kurpińskiego
- ul. Franciszka Liszta
- ul. Witolda Małcużyńskiego
- ul. Wolfganga Mozarta
- ul. Zygmunta Noskowskiego
- ul. Otwarta
- ul. Ignacego Paderewskiego
- ul. Niccola Paganiniego
- ul. Powstańców Warszawskich
- rondo Andrzeja Hakenbergera
- ul. Powstańców Warszawskich
- ul. Franciszka Schuberta
- ul. Roberta Schumana
- ul. Taborowa
- ul. Tadeusza Tylewskiego
- ul. Ryszarda Wagnera[5]

## Historia
Pierwsza wzmianka o wsi Zochanino alias Zochanike pochodzi z 9 grudnia 1344 roku, kiedy to została zawarta umowa z zasadźcą Lorenzem. Do wsi przynależało 13,5 łanów ziemi oczynszowanej na 3 wiardunki z jednego łana rocznie. Sam Lorenz otrzymał jako wolniznę 1,5 łanu ziemi oraz dziedziczny tytuł sołtysa. Ponadto dzierżawcy byli zobowiązani do płacenia dziesięciny biskupiej. Centrum wsi zlokalizowane było w rejonie stawu u zbiegu dzisiejszej ulicy Wyczółkowskiego i Powstańców Warszawskich. W 1380 roku wieś sołecka wraz z folwarkiem Zakonu weszła w skład patrymonium Młodego Miasta. W 1457 roku, już po rozbiórce i likwidacji Młodego Miasta, Suchanino zostało podporządkowane radzie Głównego Miasta. W lutym 1461 roku wieś została spalona przez zaciężnych krzyżackich z Pucka. W przyszłości wieś będzie jeszcze niszczona w wyniku działań wojennych w 1586, 1656, 1734, 1807 i 1813 roku. Ze względu na swoje położenie z terenów Suchanina wielokrotnie prowadzono działania oblężnicze Gdańska (1734, 1807 oraz 1813 r.).
W przeszłości wieś była rozległa, jej wschodnią granicę stanowiła rzeka Wisła, od północy graniczyła z Nowymi Szkotami, w jej granicach znajdowało się m.in. Diabełkowo, jak również Składy, Święta Studzienka i Wielka Aleja.
Außenkommando Ziegelei Zigankenberg, komand zewnętrznych obozu koncentracyjnego Stutthof (KL) w latach 1939–1945.

## Zabudowa
Większość zabudowy to wysokie budynki wielorodzinne – bloki z prefabrykatów, powstałe w latach 70 XX wieku. Poza tym na obszarze Suchanina znajdują się m.in. domki jednorodzinne.

## Miejsca i obiekty
W Suchaninie znajdują się m.in.:
- Góra Suchańska
- parafia św. Maksymiliana Kolbe w Gdańsku
- Sala Królestwa Świadków Jehowy (ul. Franciszka Schuberta)[14]

## Rada Dzielnicy[15]

### III kadencja 2024–2029[16][17][18][19][20]
- Przewodniczący Zarządu Dzielnicy 
  - Marcin Madany
- Przewodnicząca Rady Dzielnicy 
  - Małgorzata Woźniak

### II kadencja 2019–2024[21]
- Przewodnicząca Zarządu Dzielnicy 
  - Ewa Okuniewska
- Przewodniczący Rady Dzielnicy 
  - Juliusz Grabowski

### I kadencja 2015–2019[22]
Wybory do Rady Dzielnicy odbyły się w grudniu 2016
- Przewodnicząca Zarządu Dzielnicy 
  - Ewa Okuniewska
- Przewodniczący Rady Dzielnicy 
  - Juliusz Grabowski